# Magusa orbifera
Magusa orbifera là một loài bướm đêm trong họ Noctuidae.